# Pegasus (gymnastikredskap)

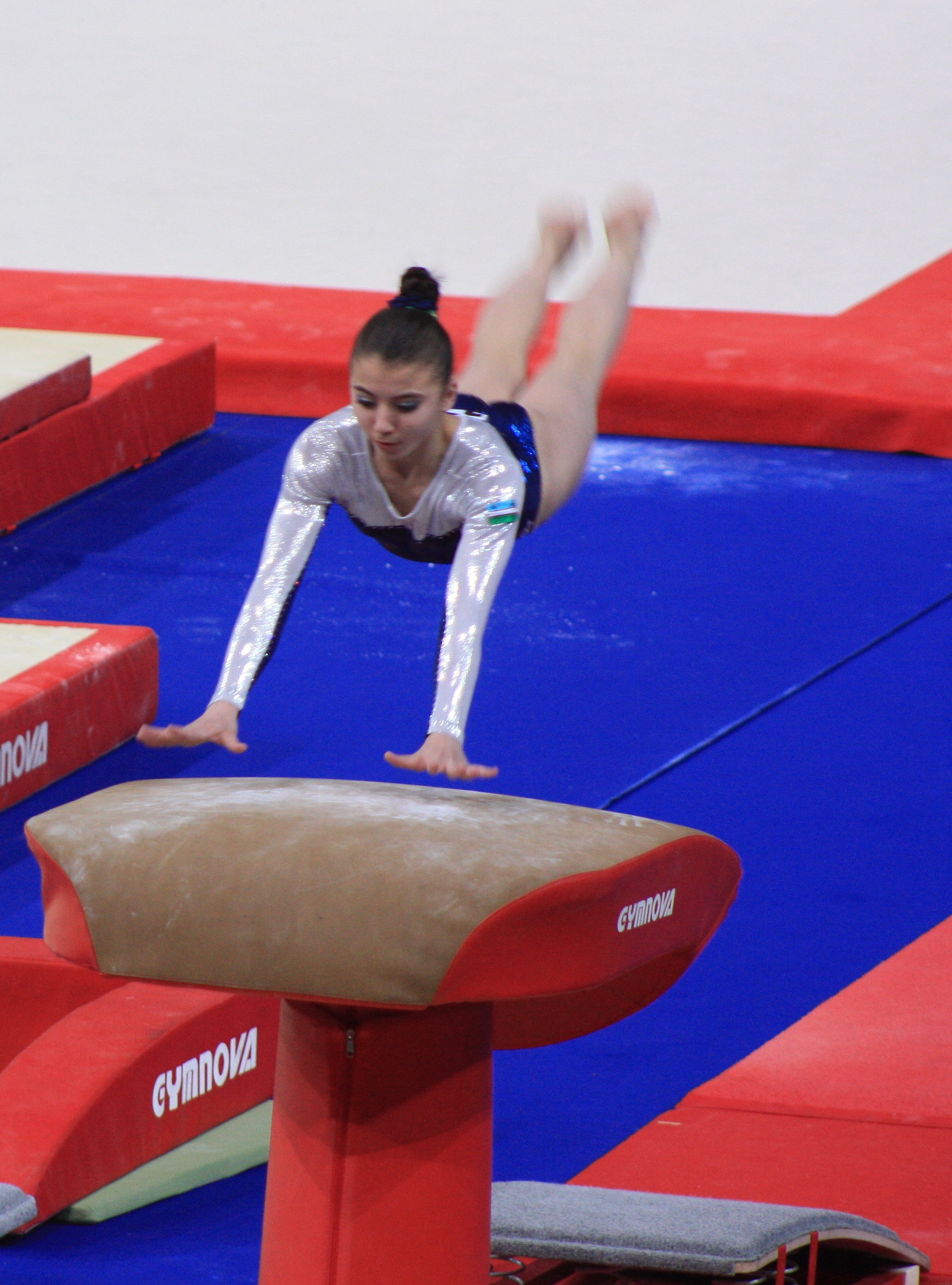
Pegasus

Pegasus är ett volt- eller hoppbord som används inom både artistisk gymnastik för både män och kvinnor och inom truppgymnastiken. Gymnasterna kan exempelvis utföra övningarna  överslag eller  tsukahara på pegasus. Pegasus ställs efter trampett i truppgymnastiken. Efter pegasus finns en nedslagsmatta.